# Raúl Cascaret
Raúl Cascaret Fonseca (ur. 20 czerwca 1962 w Santiago de Cuba, zm. 26 marca 1995 w Hawanie) – kubański zapaśnik. Dwukrotny mistrz świata w stylu wolnym (85,86). Czwarty zawodnik igrzysk olimpijskich z Moskwy (1980) w wadze piórkowej, na których wyeliminował w trzeciej rundzie Jana Szymańskiego. Mistrz Igrzysk Panamerykańskich (1983) i Centralnej Ameryki i Karaibów (1986) w stylu wolnym, a także Centralnej Ameryki (1984) w stylu klasycznym. Drugi w Pucharze Świata w 1986 i trzeci w 1984 i 1989. Mistrz Uniwersjady w 1981 roku.